# Eiskunstlauf-Europameisterschaft 1924
Die 23. Eiskunstlauf-Europameisterschaft fand 1924 in Davos statt.

## Ergebnis

### Herren
| Platz | Sportler          | Land                   |
| ----- | ----------------- | ---------------------- |
| 1     | Fritz Kachler     | Österreich             |
| 2     | Ludwig Wrede      | Österreich             |
| 3     | Werner Rittberger | Deutsches Reich        |
| 4     | Otto Preissecker  | Österreich             |
| 5     | John Page         | Vereinigtes Königreich |
| 6     | Paul Franke       | Deutsches Reich        |
| 7     | Georges Gautschi  | Schweiz                |
| 8     | Artur Vieregg     | Deutsches Reich        |
| 9     | Fritz Schober     | Deutsches Reich        |

## Quelle
- European figure skating championships 1922–1929. Skatabase, archiviert vom Original am 28. August 2008; abgerufen am 18. Mai 2018 (englisch).